# Resolutie 795 Veiligheidsraad Verenigde Naties
Resolutie 795 van de Veiligheidsraad van de Verenigde Naties werd unaniem aangenomen op 11 december 1992. De resolutie stond toe dat de UNPROFOR-vredesmacht in voormalig Joegoslavië werd uitgebreid naar Macedonië.

## Achtergrond
In 1980 overleed de Joegoslavische leider Tito, die decennialang de bindende kracht was geweest tussen de zes deelstaten van het land. Na zijn dood kende het nationalisme een sterke opmars, en in 1991 verklaarde onder meer Macedonië zich onafhankelijk. In tegenstelling tot andere delen van Joegoslavië bleef het er vrij rustig, tot 2001, toen Albanese rebellen in het noorden, aan de grens met Kosovo, in opstand kwamen. Daarbij werden langs beide zijden grof geweld gebruikt, en stond het land op de rand van een burgeroorlog. De NAVO en de EU kwamen echter tussenbeide, en dwongen een akkoord af.

## Inhoud
De Veiligheidsraad:
- herinnert aan instemming met het voorstel van de secretaris-generaal om een verkenningsmissie naar Macedonië te sturen;
- neemt nota van het rapport van de secretaris-generaal;
- is bezorgd om mogelijke ontwikkelingen die de stabiliteit van Macedonië kunnen ondermijnen of diens grondgebied bedreigen;
- verwelkomt de aanwezigheid van een missie van de Europese Conferentie van Vrede en Veiligheid (CSCE);
- overweegt het Macedonische verzoek voor een VN-aanwezigheid;
- herinnert aan Hoofdstuk VIII van het Handvest van de Verenigde Naties;

1. keurt het rapport goed;
2. staat de secretaris-generaal toe om een aanwezigheid van UNPROFOR op te zetten in Macedonië;
3. vraagt hem om onmiddellijk de militairen, burgerzaken en administratief personeel te sturen en na toestemming van Macedonië de politiewaarnemers;
4. dringt aan op samenwerking met de CSCE-missie;
5. vraagt de Secretaris-generaal om op de hoogte te worden gehouden over de uitvoering van deze resolutie;
6. besluit om op de hoogte te blijven.

## Verwante resoluties
- Resolutie 786 Veiligheidsraad Verenigde Naties
- Resolutie 787 Veiligheidsraad Verenigde Naties
- Resolutie 798 Veiligheidsraad Verenigde Naties
- Resolutie 800 Veiligheidsraad Verenigde Naties (1993)

Lijst ·  726 ·  727 ·  728 ·  729 ·  730 ·  731 ·  732 ·  733 ·  734 ·  735 ·  736 ·  737 ·  738 ·  739 ·  740 ·  741 ·  742 ·  743 ·  744 ·  745 ·  746 ·  747 ·  748 ·  749 ·  750 ·  751 ·  752 ·  753 ·  754 ·  755 ·  756 ·  757 ·  758 ·  759 ·  760 ·  761 ·  762 ·  763 ·  764 ·  765 ·  766 ·  767 ·  768 ·  769 ·  770 ·  771 ·  772 ·  773 ·  774 ·  775 ·  776 ·  777 ·  778 ·  779 ·  780 ·  781 ·  782 ·  783 ·  784 ·  785 ·  786 ·  787 ·  788 ·  789 ·  790 ·  791 ·  792 ·  793 ·  794 ·  795 ·  796 ·  797 ·  798 ·  799